# Euphorbe résinifère
Euphorbia resinifera
Espèce
Classification APG II (2003)
Statut CITES
L'euphorbe résinifère (Euphorbia resinifera) est une espèce de plantes à fleurs de la famille des Euphorbiacées originaire du Maroc.

## Description

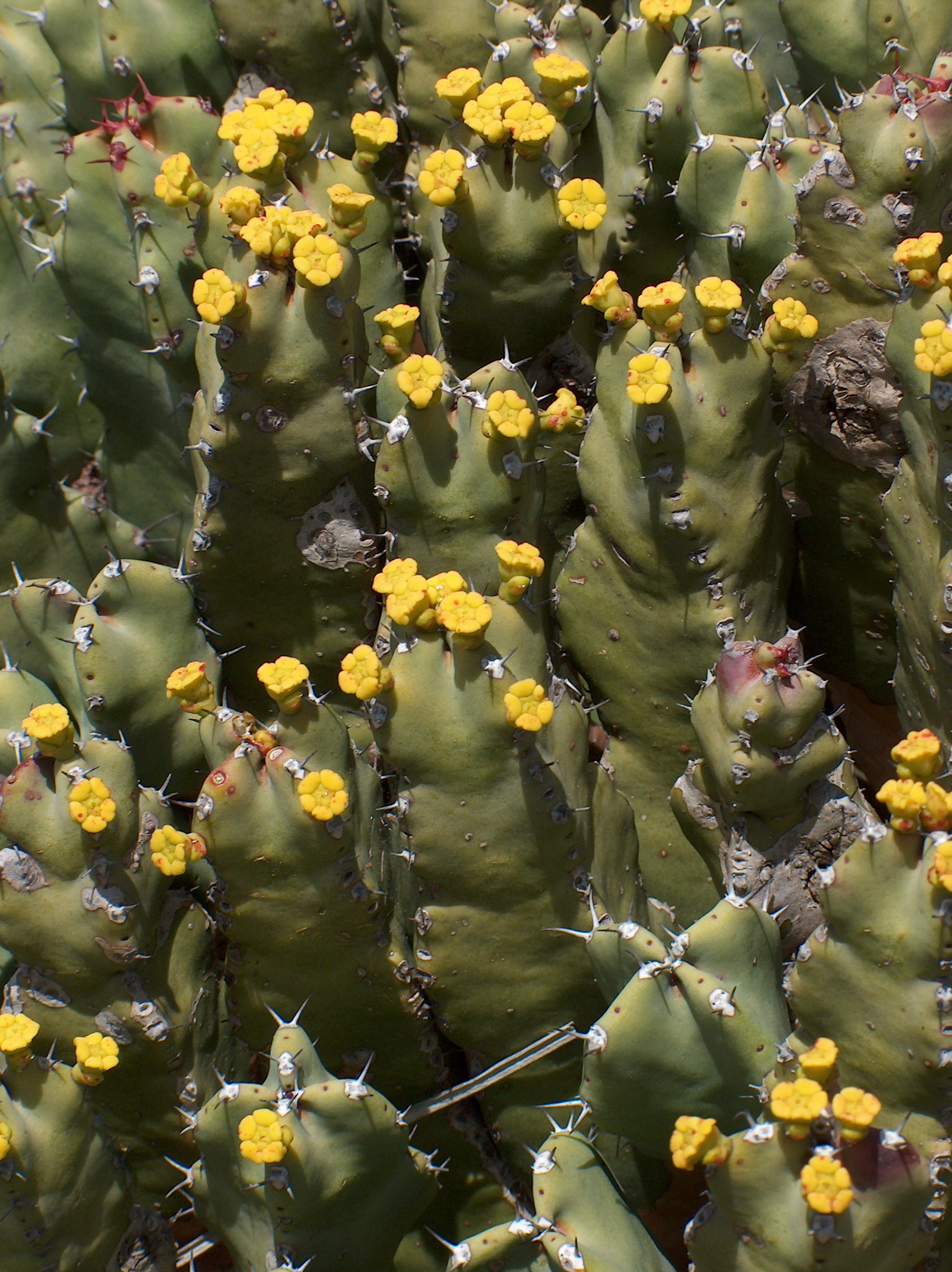
Euphorbia resinifera.

Cette euphorbe cactoïde et épineuse peut atteindre de 1 à 1,5 m de haut dans son habitat naturel. Les tiges vert pâle, parfois grisâtres ou bleutées, comportent quatre côtes bien distinctes. La plante forme des coussins compacts qui peuvent couvrir de larges étendues. Les nombreuses petites fleurs jaunes apparaissent au printemps à l'extrémité des tiges. Le fruit est une petite capsule.

## Toxicité
Toutes les parties de la plante contiennent un latex laiteux qui provoque des irritations au contact de la peau. Toxique, il contient des composés diterpéniques et provoque des nausées, des vomissements et de la diarrhée si ingéré. 

## Aire de répartition
Espèce endémique du Maroc, on la retrouve à l'extrémité sud du Moyen Atlas et en particulier dans le Haut-Atlas Central, en particulier du côté de Beni Mellal et d'Azilal.

## Utilisation
L'euphorbe résinifère est cultivée comme plante ornementale, en particulier comme plante d'intérieur.
Dans l'Antiquité, le latex séché de cette plante, appelé « euphorbium », était utilisé comme vésicatoire, sternutatoire et laxatif puissant et comme remède contre les empoisonnements et les morsures de serpent. Dioscoride décrit la récolte du latex dans son ouvrage De materia medica.
Le composé irritant du latex de l'euphorbe résinifère a été identifié dans les années 1970. Il s'agit de la résinifératoxine, ou RTX, une molécule analogue à la capsaïcine mais au goût piquant plus prononcé. Cette substance aurait plusieurs applications médicales potentielles, entre autres dans les traitements contre le cancer.
Au Maroc, cette plante est « prescrite » par les herboristes locaux dans le traitement des « mauvaises maladies » ou « maladies dangereuses » (el mard echine) qui peut vouloir désigner le cancer, sans aucune confirmation clinique. Des usages cosmétiques traditionnels ont également été répertoriés au Maroc (notamment dans l'Atlas).